# Jan Quast
Jan Quast (ur. 9 stycznia 1970 w Rostocku) − niemiecki bokser, medalista olimpijski.

## Kariera amatorska
W 1992 r., Quast zdobył brązowy medal na igrzyskach olimpijskich rozgrywanych w Barcelonie. Startujący w najniższej kategorii (do 48 kg.), Niemiec przegrał w półfinale z Bułgarem Daniełem Petrowem. Quast wcześniej pokonał rywali z Maroka, Tajlandii oraz Rumunii. Quast w 1989 r. był brązowym medalistą mistrzostw Europy rozgrywanych w Atenach. Wielokrotnie rywalizował na mistrzostwach świata, jednak bez powodzenia. Nie przeszedł na zawodowstwo.